# Congrés de Panamà
El Congrés de Panamà fou una reunió de líders polítics i representants de vint-i-dos estats d'Amèrica (quinze de govern), celebrada el novembre de 2006, que van exigir a Panamà la independència de Puerto Rico, ocupat pels Estats Units des de 1898, i van acordar la creació d'un Comitè Permanent de Treball integrat per quinze personalitats per a promoure la causa de Puerto Rico.
Sota el lema Amèrica Llatina Unida per la Independència del Poble de Puerto Rico, 200 delegats van aprovar una declaració al clausurar el Congrés Llatinoamericà i Caribeny per la Independència de Puerto Rico de 2006 (Congrés de Panamà).
El Comitè està format per: 
- Ricardo Núñez, de Xile
- Raúl Alfonsín, Rubén Giustiniani i Antonio Cafiero, de l'Argentina
- Ricardo Alarcón, de Cuba
- Horaci Serpa, de Colòmbia
- Rolando Araya, de Costa Rica
- Gustavo Carvajal i Cuauhtémoc Cárdenas, de Mèxic
- Hugo Rodríguez, d'Uruguai.

Així mateix, integren el grup Tomás Borge, de Nicaragua; Nils Castro, de Panamà, i Fernando Martín i Rubén Berríos, de Puerto Rico. L'últim lloc va ser reservat al Brasil, però el nom del representant encara no ha estat divulgat. El líder del Partit Independentista de Puerto Rico (PIP), Rubén Berríos, va indicar que la proclama emesa insta a tots els governs i forces polítiques de la regió a crear Comitès de Suport i Solidaritat per a generar consciència sobre la integració de Puerto Rico al concert de les nacions lliures. «El colonialisme a Puerto Rico és un gran afront per a Amèrica Llatina, som la gran colònia que queda en el món», va assenyalar.